# Olaf III. Norský
Olav Kyrre (asi 1050–1093), též Olaf III. Mírný, byl norským králem od roku 1067 do své smrti v roce 1093. Během jeho vlády prožil norský národ vzácně dlouhé období míru. Upevnil pozici norské církve.

## Život
Olaf Kyrre byl jedním ze dvou synů krále Haralda III. a Tory Torbergsdatter. Podílel se na vikinském vpádu do Anglie vedeném jeho otcem, ale patrně se nezúčastnil bitvy u Stamford Bridge v roce 1066. Po porážce Norů a smrti svého otce s flotilou přezimoval na Orknejích a v létě 1067 se vrátil do Norska.
Po otcově smrti vládl spolu s bratrem Magnusem II., až do roku 1069, kdy Magnus zemřel. Olaf poté vládl jako jediný král Norska. Se smrtí jeho bratra přišlo již zmíněné období míru. Za vlády Olafa vzrostl význam měst, je mu připisováno založení Bergenu (kolem roku 1070). Během své vlády se věnoval hlavně modernizaci království a jeho ochraně.
Olaf rovněž uzavřel mír s Vilémem Dobyvatelem. Zda se někdy utkal s dánským králem Svenem II. není známo, nicméně se to zcela nevylučuje. V roce 1067 se však oženil se Svenovou dcerou Ingerid, přičemž toto manželství bylo součástí mírové smlouvy mezi Dánskem a Norskem. Aby se toto spojenectví ještě posílilo, jeden ze Svenových synů Olaf se oženil s Ingegerdou, sestrou Olafa III.
Olaf III. zemřel na podzim roku 1093. Protože z jeho manželství s Ingerid se nenarodili potomci, nastoupil vládu jeho levoboček Magnus III. Bosý a Haakon Magnusson.